# Laramidia

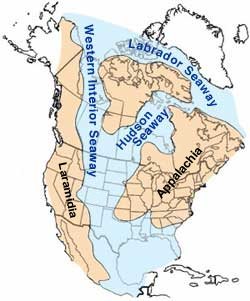
Ameryka Północna w kredzie

Laramidia – kontynent istniejący w późnej kredzie, od około 98 do 65 mln lat temu. Obejmuje tereny stanowiące obecnie zachód Ameryki Północnej. Od Appalachii – odpowiadającej dzisiejszemu wschodowi Ameryki Północnej – oddzielało ją epikontynentalne Morze Środkowego Zachodu. Była ponad pięciokrotnie mniejsza od współczesnej Ameryki Północnej, jednak na jej terenach żyło wiele dużych, ważących ponad tonę dinozaurów, reprezentujących różne linie ewolucyjne, takie jak ceratopsy, hadrozaury, ankylozaury, tyranozaury i ornitomimozaury. Niektórzy naukowcy sugerowali podział Laramidii na dwie prowincje biogeograficzne: północną i południową, pomiędzy którymi granica miałaby przebiegać na terenach dzisiejszych stanów Utah i Kolorado.
Analizy biogeografii i filogenezy ceratopsów z kladu Chasmosaurinae przeprowadzone przez Sampsona i współpracowników sugerują występowanie na północy i południu Laramidii endemicznych gatunków z tej grupy, co byłoby pierwszym znanym przykładem wewnątrzkontynentalnego endemizmu u dinozaurów. Autorzy interpretują to jako dowód na pojawienie się ok. 77 mln lat temu bariery uniemożliwiającej ceratopsom przemieszczanie się między północną a południową częścią kontynentu. Bariera istniała co najmniej 1,5 miliona lat i dopiero jej zniknięcie pozwoliło ceratopsom z południa na skolonizowanie północy. Autorzy rozważali możliwość wystąpienia w kampanie fizycznej bariery między północą a południem Laramidii, takiej jak nieznane pasmo górskie czy morze epikontynentalne, jednak ich zdaniem obecnie nie ma dowodów na jej istnienie, a najbardziej prawdopodobną przyczyną prowincjonalizmu geograficznego ceratopsów były zmiany klimatyczne prowadzące do wystąpienia w kampanie strefowości środowiska na różnych szerokościach geograficznych. Autorzy podkreślili konieczność badań nad innymi grupami dinozaurów zasiedlającymi Laramidię w kampanie, w celu stwierdzenia, czy i u nich występował prowincjonalizm geograficzny.
Nazwa „Laramidia” została po raz pierwszy użyta przez J. Davida Archibalda w 1996 roku.